# Harald Kuhnke
Harald „Alla“ Kuhnke (* 17. November 1958 in Ost-Berlin) ist ein ehemaliger deutscher Eishockeyspieler und heutiger -trainer, der in seiner aktiven Zeit von 1978 bis 2000 unter anderem lange Zeit für den SC Dynamo und den späteren EHC Dynamo Berlin spielte. Zudem agierte der Stürmer für die DDR-Nationalmannschaft und ist Mitglied der Hockey Hall of Fame Deutschland.

## Spielerkarriere

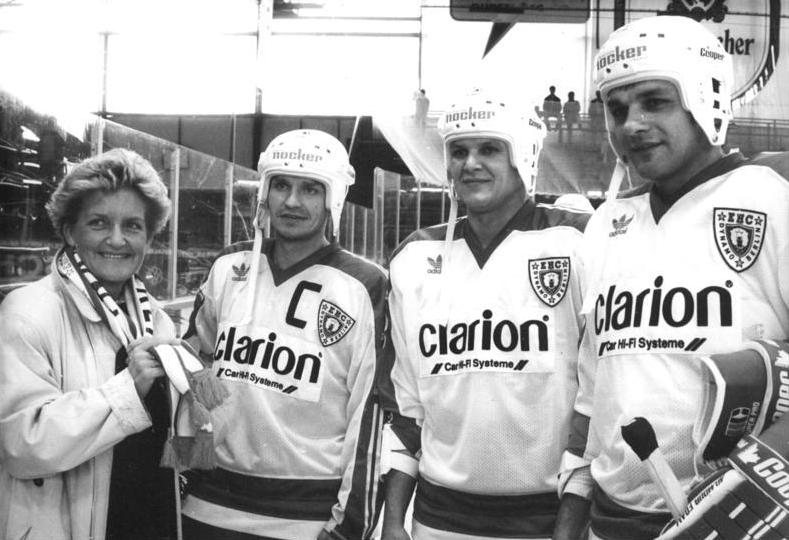
Harald Kuhnke (2.v.l.) als Kapitän des EHC Dynamo Berlin

Kuhnke stand bereits im Alter von drei Jahren auf dem Eis und begann 1965 mit dem aktiven Eishockeysport beim TSC Berlin. Dort spielte er fünf Jahre, ehe die DDR-Sportführung die Unterstützung des Eishockeysports im Lande stark reduzierte und der Verein den Rückzug antreten musste. Kuhnke entschied sich für den Fortgang seiner Karriere und wechselte daraufhin zum SC Dynamo Berlin. Verbunden mit dem Wechsel war der Besuch der Kinder- und Jugendsportschule, bei dem er mit seinen späteren Mannschaftskameraden Detlef Radant oder Frank Proske eine Klasse besuchte. Mit 19 Jahren gab der Stürmer in der Saison 1976/77 sein Debüt in der Männermannschaft des SC Dynamo und erreichte gleich in seinem ersten Jahr die DDR-Meisterschaft. Insgesamt konnte er neun Meisterschaften feiern und bildete mit Detlef Radant und Frank Proske eine der erfolgreichsten Sturmreihen in der DDR-Eishockeygeschichte, die für insgesamt 258 Tore in 16 Spielzeiten verantwortlich waren.
Mit der politischen Wende und der Neugründung des EHC Dynamo Berlin blieb Kuhnke im Kader des Bundesligisten. Trotz eines gültigen Vertrages bei den nun umbenannten Eisbären spielte er in den Planungen des Trainers Walter Köberle für die Saison 1993/94 keine Rolle, so dass er erst mit dem Engagement Marshall Kennedys wieder Eiszeiten bekam. Nach der Saison erfolgte dann der Wechsel zum EC Hannover, die zur Saison 1994/95 den Sprung in die neu gegründete Deutsche Eishockey Liga schafften. In der Spielzeit 1996/97 zwang schließlich eine Thrombose den Stürmer zum Karriereende. Insgesamt bestritt Kuhnke 262 Bundesliga- und DEL-Spiele, bei denen er 55 Tore und 72 Vorlagen erzielte.
Zusammen mit Dietmar Peters und Rainer Patschinski schnürte der Stürmer noch bis zum Jahr 2000 sporadisch für die Saaleteufel Halle die Schlittschuhe und ließ somit seine aktive Karriere in der Landesliga Sachsen ausklingen. Für seine Verdienste im deutschen Eishockey wurde Kuhnke in die Hockey Hall of Fame Deutschland aufgenommen.

### Erfolge und Auszeichnungen
- 10-facher DDR-Meister mit dem SC Dynamo Berlin
- Mitglied der Hockey Hall of Fame Deutschland

### International
Sein Debüt in der DDR-Nationalmannschaft gab Kuhnke 1979 bei der B-Weltmeisterschaft. Insgesamt kam er auf 184 Nationalmannschaftseinsätze und wurde bei der WM 1982 als Topscorer in das All-Star-Team gewählt. Zusammen mit Frank Proske und Detlef Radant bildete er als Stürmerreihe die sogenannte Mini-Troika.

## Trainerkarriere
Nach dem gesundheitsbedingten Karriereende kehrte Harald Kuhnke wieder nach Berlin zurück und nahm zusammen mit Hartmut Nickel die Funktion des Nachwuchstrainers der Eisbären Berlin ein – dem Vorgänger der heutigen Eisbären Juniors Berlin. Mit dem Nachwuchs wurde der Aufstieg in die Oberliga erreicht und Kuhnke zeichnete verantwortlich für die erfolgreiche Mannschaft, die zahlreiche DEL- und Nationalmannschaftsspieler hervorbrachte. 2004 verließ Kuhnke die Eisbären Juniors und unterschrieb einen Vertrag beim ESC Erfurt aus der Regionalliga Ost. Bei den ECC Preussen Juniors Berlin übernahm er 2006/07 das Traineramt für eine Saison, kam mit der Mannschaft allerdings nicht über den vorletzten Platz hinaus.
Ab dem 11. April 2008 war Kuhnke Trainer des Nachwuchses des ETC Crimmitschau und verantwortlich für die Jugend- und die Schülermannschaft. Nach der Spielzeit 2008/09 gab er die Schülermannschaft an Sven Schröder ab und übernahm neben dem Jugendbundesliga-Team vorrangig die Nachfolge von Manfred Wolf als Trainer der Juniorenmannschaft. Zur Saison 2010/11 wechselte er in den Seniorenbereich und wurde Trainer des Rostocker EC.
In der Saison 2018/19 trainiert Kuhnke die U20-Mannschaft des ECC Preussen Berlin.